# Nicolas Fontaine (ski acrobatique)
Pour les articles homonymes, voir Nicolas Fontaine et Fontaine.
Nicolas Fontaine (né le 5 octobre 1970 à Magog) est un skieur acrobatique canadien.

## Biographie
Ce skieur acrobatique se spécialise dans les sauts devient champion canadien et membre de l'équipe nationale en 1990. Sa première médaille olympique lui est accordée aux Jeux d'Albertville en 1992, alors qu'il remporte l'argent dans l'épreuve de démonstration. Lors des Jeux de Lillehammer en 1994, il termine au sixième rang. Avec la retraite des vétérans Lloyd Langlois et Philippe LaRoche il devient, à partir de 1997, le dernier représentant de la tradition québécoise en saut à ski. Il s'avère un digne successeur à Langlois et Laroche en gagnant quatre titres consécutifs de champion de la Coupe du monde (1997, 1998, 1999 et 2000), un nouveau record. En 1999 il remporte également le classement général de la Coupe du monde. De plus, entre 1997 et 1999, il domine également l'épreuve de Bumps and Jumps. Seul lui échappe le titre olympique qui reste hors de sa portée à Nagano en 1998, et à Salt Lake City en 2002.
En 2003, lassé des exigences de la compétition, il met un terme à sa carrière en compétition mais continue de sauter lors d’exhibitions en Europe et aux États-Unis jusqu'à 2010,.
Il est récipiendaire, en 2003, de la Médaille de l'Assemblée nationale.
Son fils, Miha Fontaine, est également skieur acrobatique,.

## Palmarès

### Championnats du monde
- Médaille d'or aux Championnats du monde de ski acrobatique 1997.

### Coupe du monde
- 1 gros globe de cristal :
  - Vainqueur du classement général en 1999.
- 4 petits globe de cristal :
  - Vainqueur du classement sauts en 1997, 1998, 1999 et 2000.
- 37 podiums dont 13 victoire